# Erhard Franz Kaleta
Erhard Franz Kaleta (geb. 18. April 1939 in Haldensleben; gest. 18. Januar 2021 in Kleinlinden) war ein deutscher Tierarzt und Hochschullehrer.

## Leben
Kaleta studierte Tiermedizin bis 1963 in Hannover, Belgrad und Wien. 1966 wurde er in Hannover mit einer Schrift Untersuchung über die Eignung von Neocarmin B, MS und W für die histologische Wurstuntersuchung zum Dr. med. vet. promoviert und war von 1975 bis 1970 Assistent an der Klinik für Geflügel der Tierärztlichen Hochschule Hannover. 1974 habilitierte er sich mit der Schrift Vermehrung, Interferenz und Interferoninduktion aviärer Herpesvirusarten: Beitrag zur Schutzimpfung gegen die Mareksche Krankheit. 1978 wurde er Professor für Labordiagnostik der Geflügelkrankheiten an der Tierärztlichen Hochschule Hannover und wechselte 1982 auf die Professur für Geflügelkrankheiten und Hygiene der Geflügelhaltung an den Fachbereich Veterinärmedizin der Justus-Liebig-Universität Gießen, die er bis zu seiner Emeritierung 2005 innehatte.
Kaleta war Autor von über 200 Fachpublikationen und mit Maria-Elisabeth Krautwald-Junghanns Herausgeber des Kompendium der Ziervogelkrankheiten. Er war außerdem Mitglied oder Berater zahlreicher nationaler und internationaler Einrichtungen zur Bekämpfung von Viruserkrankungen des Geflügels. Im Dezember 2009 wurde ihm von der Veterinärmedizinischen Fakultät der Universität Leipzig der Ehrendoktortitel verliehen.